# Penthéréaz
Penthéréaz är en ort och kommun i distriktet Gros-de-Vaud i kantonen Vaud, Schweiz. Kommunen har 438 invånare (2023).